# Copa Sudamericana 2004
Die Copa Sudamericana 2004 war die 3. Ausspielung des zweitwichtigsten südamerikanischen Fußballwettbewerbs für Vereinsmannschaften, der aufgrund des Sponsorings des Automobilherstellers Nissan auch unter der Bezeichnung „Copa Nissan Sudamericana“ firmierte. In dieser dritten Saison nahmen 35 Mannschaften, einschließlich Titelverteidiger Club Sportivo Cienciano, aus allen 10 Mitgliedsverbänden der CONMEBOL teil. Der Wettbewerb wurde wie gehabt in der zweiten Jahreshälfte ausgespielt. Er begann am 10. August 2004 mit der Vorrunde in Argentinien und endete am 17. Dezember 2004 mit dem Finalrückspiel in Buenos Aires. Den Titel gewann der Boca Juniors.

## Modus
Im Vergleich zum Vorjahr gab es nur geringe Änderungen am Austragungsmodus. Für das Viertelfinale qualifizierten sich wie gehabt die jeweiligen Sieger regionaler Ausscheidungsrunden, wobei auch hier bereits ausschließlich, wie ab dem Viertelfinale, im reinen K.-o.-System mit Hin- und Rückspiel gespielt wurde. Bei Punkt- und Torgleichheit galt die Auswärtstorregel. War auch die Zahl der auswärts erzielten Tore gleich, folgte im Anschluss an das Rückspiel unmittelbar ein Elfmeterschießen. Diese Regelung galt auch für das Finale.

## Ausscheidung Argentinien
Argentinien stellte sechs Teilnehmer, die in zwei Runden im K.-o.-System die zwei Teilnehmer am Viertelfinale ermittelten.

### 1. Runde
Freilose:
- Boca Juniors
- River Plate

Die Hinspiele fanden am 18. und 10. August, die Rückspiele am 1. und 2. September 2004 statt.
|                    | Gesamt |                           | Hinspiel | Rückspiel |
| ------------------ | ------ | ------------------------- | -------- | --------- |
| Quilmes AC         | 0:2    | CA San Lorenzo de Almagro | 0:2      | 0:0       |
| Arsenal de Sarandí | 5:4    | CA Banfield               | 1:1      | 4:3       |

### 2. Runde
Die Hinspiele fanden am 7. und 16. September, die Rückspiele am 30. und 29. September 2004 statt.
|                           | Gesamt          |              | Hinspiel | Rückspiel |
| ------------------------- | --------------- | ------------ | -------- | --------- |
| Arsenal de Sarandí        | 2:1             | River Plate  | 2:1      | 0:0       |
| CA San Lorenzo de Almagro | 2:2 (1:4 i. E.) | Boca Juniors | 1:0      | 1:2       |

Argentiniens Vertreter für das Viertelfinale waren somit Arsenal de Sarandí und Boca Juniors.

## Ausscheidung Brasilien

### 1. Runde
Freilose:
- CR Flamengo
- Grêmio FBPA
- Cruzeiro EC
- FC São Paulo

Die Hinspiele fanden am 25. und 26. August, die Rückspiele am 4. und 5. September 2004 statt.
|                | Gesamt          |                  | Hinspiel | Rückspiel |
| -------------- | --------------- | ---------------- | -------- | --------- |
| Paraná Clube   | 2:4             | FC Santos        | 2:1      | 0:3       |
| Figueirense FC | 1:1 (2:4 i. E.) | SC Internacional | 0:0      | 1:1       |
| Goiás EC       | 5:3             | Atlético Mineiro | 4:2      | 1:1       |
| Coritiba FC    | 2:4             | AD São Caetano   | 1:2      | 2:2       |

### 2. Runde
Die Hinspiele fanden am 15. und 16., die Rückspiele am 22. September 2004 statt.
|                  | Gesamt          |              | Hinspiel | Rückspiel |
| ---------------- | --------------- | ------------ | -------- | --------- |
| FC Santos        | 2:2 (5:4 i. E.) | CR Flamengo  | 0:0      | 2:2       |
| SC Internacional | 3:2             | Grêmio FBPA  | 2:0      | 1:2       |
| Goiás EC         | 4:5             | Cruzeiro EC  | 2:2      | 2:3       |
| AD São Caetano   | 2:2 (1:4 i. E.) | FC São Paulo | 1:1      | 1:1       |

### 3. Runde
Die Hinspiele fanden am 10., die Rückspiele am 20. Oktober 2004 statt.
|                  | Gesamt |              | Hinspiel | Rückspiel |
| ---------------- | ------ | ------------ | -------- | --------- |
| FC Santos        | 2:1    | FC São Paulo | 1:0      | 1:1       |
| SC Internacional | 4:1    | Cruzeiro EC  | 3:1      | 1:0       |

Brasiliens Vertreter für das Viertelfinale waren somit der FC Santos und der SC Internacional.

## Ausscheidung Ecuador / Venezuela / Club Sportivo Cienciano
In dieser Runde ermittelten je zwei Vertreter aus Ecuador und Venezuela und Titelverteidiger Club Sportivo Cienciano aus Peru einen Teilnehmer am Viertelfinale.

### 1. Runde
Freilose:
- Club Sportivo Cienciano
- LDU Quito
- SD Aucas

Das Hinspiel fand am 12., das Rückspiel am 17. August 2004 statt.
|                  | Gesamt |             | Hinspiel | Rückspiel |
| ---------------- | ------ | ----------- | -------- | --------- |
| Deportivo Italia | 0:2    | Carabobo FC | 0:0      | 0:2       |

### 2. Runde
Die Hinspiele fanden am 24. und 11. August, die Rückspiele am 31. August und 14. September 2004 statt.
|             | Gesamt |                         | Hinspiel | Rückspiel |
| ----------- | ------ | ----------------------- | -------- | --------- |
| Carabobo FC | 2:8    | Club Sportivo Cienciano | 1:2      | 1:6       |
| LDU Quito   | 2:1    | SD Aucas                | 1:0      | 1:1       |

### 3. Runde
Das Hinspiel fand am 28. September, das Rückspiel am 5. Oktober 2004 statt.
|           | Gesamt |                         | Hinspiel | Rückspiel |
| --------- | ------ | ----------------------- | -------- | --------- |
| LDU Quito | 6:2    | Club Sportivo Cienciano | 4:0      | 2:2       |

Für das Viertelfinale qualifizierte sich LDU Quito aus Ecuador.

## Ausscheidung Bolivien / Chile

### 1. Runde
Die Hinspiele fanden am 12. und 31. August, die Rückspiele am 19. August und 8. September 2004 statt.
|                              | Gesamt |                       | Hinspiel | Rückspiel |
| ---------------------------- | ------ | --------------------- | -------- | --------- |
| Club Aurora                  | 2:5    | Club Bolívar          | 1:2      | 1:3       |
| CD Universidad de Concepción | 3:1    | CD Santiago Wanderers | 2:1      | 1:0       |

### 2. Runde
Das Hinspiel fand am 28. September, das Rückspiel am 19. Oktober 2004 statt.
|                              | Gesamt |              | Hinspiel | Rückspiel |
| ---------------------------- | ------ | ------------ | -------- | --------- |
| CD Universidad de Concepción | 2:4    | Club Bolívar | 0:0      | 2:4       |

Für das Viertelfinale qualifizierte sich der Club Bolívar La Paz aus Bolivien.

## Ausscheidung Kolumbien / Peru

### 1. Runde
Die Hinspiele fanden am 17. und 19. August, die Rückspiele am 14. und 9. September 2004 statt.
|                      | Gesamt |                  | Hinspiel | Rückspiel |
| -------------------- | ------ | ---------------- | -------- | --------- |
| Coronel Bolognesi FC | 2:4    | Alianza Atlético | 1:0      | 1:4       |
| CD Los Millonarios   | 1:2    | Atlético Junior  | 1:0      | 0:2       |

### 2. Runde
Das Hinspiel fand am 30. September, das Rückspiel am 19. Oktober 2004 statt.
|                  | Gesamt |                 | Hinspiel | Rückspiel |
| ---------------- | ------ | --------------- | -------- | --------- |
| Alianza Atlético | 1:6    | Atlético Junior | 0:2      | 1:4       |

Für das Viertelfinale qualifizierte sich Atlético Junior Barranquilla aus Kolumbien.

## Ausscheidung Paraguay / Uruguay

### 1. Runde
Die Hinspiele fanden am 11. August und 9. September, die Rückspiele am 24. August und 21. September 2004 statt.
|                    | Gesamt |                    | Hinspiel | Rückspiel |
| ------------------ | ------ | ------------------ | -------- | --------- |
| Club Cerro Porteño | 3:1    | Club Libertad      | 1:1      | 2:0       |
| Danubio FC         | 2:3    | Peñarol Montevideo | 1:2      | 1:1       |

### 2. Runde
Das Hinspiel fand am 7., das Rückspiel am 21. Oktober 2004 statt.
|                    | Gesamt |                    | Hinspiel | Rückspiel |
| ------------------ | ------ | ------------------ | -------- | --------- |
| Peñarol Montevideo | 3:4    | Club Cerro Porteño | 1:3      | 2:1       |

Für das Viertelfinale qualifizierte sich der Club Cerro Porteño Asunción aus Paraguay.

## Viertelfinale
Teilnehmer waren die acht Sieger der regionalen Ausscheidungen.
Die Hinspiele fanden am 3., die Rückspiele am 10. November 2004 statt.
|                    | Gesamt          |                    | Hinspiel | Rückspiel |
| ------------------ | --------------- | ------------------ | -------- | --------- |
| Boca Juniors       | 1:1 (8:7 i. E.) | Club Cerro Porteño | 1:1      | 0:0       |
| Arsenal de Sarandí | 1:3             | Club Bolívar       | 1:0      | 0:3       |
| LDU Quito          | 5:3             | FC Santos          | 3:2      | 2:1       |
| SC Internacional   | 2:1             | Atlético Junior    | 1:0      | 1:1       |

## Halbfinale
Die Hinspiele fanden am 24. und 25. November, die Rückspiele am 1. und 2. Dezember 2004 statt.
|              | Gesamt |                  | Hinspiel | Rückspiel |
| ------------ | ------ | ---------------- | -------- | --------- |
| Boca Juniors | 4:2    | SC Internacional | 4:2      | 0:0       |
| LDU Quito    | 2:3    | Club Bolívar     | 1:1      | 1:2       |

## Finale

### Hinspiel
| Club Bolívar                                        | Club Bolívar | Boca Juniors | Boca Juniors |
| --------------------------------------------------- | --- | --- | ------------ |
| Club Bolívar                                        | \| 8. Dezember 2004 in La Paz (Estadio Hernando Siles) \| \| Ergebnis: 1:0 (0:0) \| \| Zuschauer: 42.798 \| \| Schiedsrichter: Carlos Simon ( Brasilien) \|                                                                                               | \| 8. Dezember 2004 in La Paz (Estadio Hernando Siles) \| \| Ergebnis: 1:0 (0:0) \| \| Zuschauer: 42.798 \| \| Schiedsrichter: Carlos Simon ( Brasilien) \| | Boca Juniors |
| Club Bolívar                                        | Mauro Machado – Daner Pachi, Óscar Carmelo Sánchez, Julio Ferreira, Marco Sandy – Gonzalo Galindo (66. Percy Colque), Rubén Tufiño, Ronald García (74. Pedro Guiberguis), Limberg Gutiérrez – Roger Suárez, Horacio Chiorazzo Cheftrainer: Vladimir Soria | Roberto Abbondanzieri – Rolando Schiavi, Aníbal Matellán, José Calvo, Cristian Traverso – Diego Cagna , Raúl Cascini, Fabián Vargas (66. Neri Cardozo), Andrés Guglielminpietro (82. Matías Donnet) – Guillermo Barros Schelotto (88. Ariel Carreño), Carlos Tévez Cheftrainer: Jorge Benítez | Boca Juniors |
| Club Bolívar                                        | 1:0 Horacio Chiorazzo (75.) | | Boca Juniors |
| Club Bolívar                                        | Julio Ferreira (26.), Mauro Machado (71.) | Roberto Abbondanzieri (22.), Fabián Vargas (42.), José Calvo (56.) | Boca Juniors |
| 8. Dezember 2004 in La Paz (Estadio Hernando Siles) | | |              |
| Ergebnis: 1:0 (0:0)                                 | | |              |
| Zuschauer: 42.798                                   | | |              |
| Schiedsrichter: Carlos Simon ( Brasilien)           | | |              |

### Rückspiel
| Boca Juniors                                     | Boca Juniors | Club Bolívar | Club Bolívar |
| ------------------------------------------------ | --- | --- | ------------ |
| Boca Juniors                                     | \| 17. Dezember 2004 in Buenos Aires (La Bombonera) \| \| Ergebnis: 2:0 (2:0) \| \| Zuschauer: 55.000 \| \| Schiedsrichter: Carlos Chandía ( Chile) \| | \| 17. Dezember 2004 in Buenos Aires (La Bombonera) \| \| Ergebnis: 2:0 (2:0) \| \| Zuschauer: 55.000 \| \| Schiedsrichter: Carlos Chandía ( Chile) \|                                                                                  | Club Bolívar |
| Boca Juniors                                     | Roberto Abbondanzieri – José Calvo, Rolando Schiavi, Cristian Traverso, Aníbal Matellán – Diego Cagna (67. Pablo Ledesma), Raúl Cascini, Andrés Guglielminpietro (82. Neri Cardozo) – Carlos Tévez (75. Fabián Vargas), Guillermo Barros Schelotto, Martín Palermo Cheftrainer: Jorge Benítez | Mauro Machado – Óscar Carmelo Sánchez, Julio Ferreira, Marco Sandy , Percy Colque (46. Roger Suárez) – Rubén Tufiño, Limbert Pizarro, Gonzalo Galindo, Ronald García – Limberg Gutiérrez, Horacio Chiorazzo Cheftrainer: Vladimir Soria | Club Bolívar |
| Boca Juniors                                     | 1:0 Martín Palermo (14.) 2:0 Carlos Tévez (28.) | | Club Bolívar |
| Boca Juniors                                     | Cristian Traverso (33.) | Julio Ferreira (29.), Limbert Pizarro (72.), Marco Sandy (75.) | Club Bolívar |
| 17. Dezember 2004 in Buenos Aires (La Bombonera) | | |              |
| Ergebnis: 2:0 (2:0)                              | | |              |
| Zuschauer: 55.000                                | | |              |
| Schiedsrichter: Carlos Chandía ( Chile)          | | |              |

## Beste Torschützen
| Rang | Spieler            | Klub               | Tore |
| ---- | ------------------ | ------------------ | ---- |
| 1    | Horacio Chiorazzo  | Club Bolívar       | 5    |
| 2    | Carlos Casteglione | Arsenal de Sarandí | 4    |
|      | Álex Aguinaga      | LDU Quito          | 4    |